# 大島家住宅茶室
大島家住宅茶室（おおしまけじゅうたくちゃしつ）は、愛知県犬山市犬山西古券21-1にある建築物（茶室）。登録有形文化財。

## 歴史
文政9年（1826年）に建てられた。明治時代に移築された。1986年（昭和61年）に曳家された。
2013年（平成25年）3月29日、登録有形文化財に登録された。2014年（平成26年）10月には、愛知登文会によって登録有形文化財の特別公開（後の「あいたて博」）が初めて行われたが、この際には大島家住宅茶室も特別公開を実施した。

## 建築
4畳半の数寄屋造りの茶室であり、主屋南側の西奥に東面する。木造平屋建、切妻造、桟瓦葺。